# Чиказька єпархія святого Миколая УГКЦ
Чика́зька єпа́рхія свято́го Микола́я — єпархія Української греко-католицької церкви з осідком у Чикаго (США), складова частина Філадельфійської митрополії УГКЦ.

## Територія
Єпархія охоплює північно-західну частину США (штати Аляска, Аризона, Вашингтон, Вісконсин, Гавайські острови, Іллінойс, Індіана, Канзас, Каліфорнія, Колорадо, Мічиган, Міннесота, Міссурі, Небраска, Північна Дакота, Орегон, Техас).

## Історія
Чиказьку єпархію створено буллою Римського Архієрея Івана XXIII 14 липня 1961 р., відокремлюючи її з західної частини Філадельфійської архієпархії.

## Єпископи
- Ярослав Ґабро (14 липня 1961 — 28 березня 1980; помер)
- Інокентій Лотоцький, ЧСВВ (22 грудня 1980 — 2 липня 1993; склав повноваження у зв'язку з віком)
- Михаїл Вівчар, ЧНІ (2 липня 1993 — 29 листопада 2000; апостольський адміністратор: 9 грудня 2000 — 25 березня 2003; номінований єпископом Саскатунським),
- Річард Семінак (25 березня 2003 — 16 серпня 2016; помер),
- Венедикт Алексійчук (від 20 квітня 2017).

## Статистичні дані
Чиказька єпархія нараховувала в 1984 році 32 парафії і 4 місійні станиці, 53 священники, 14 монахинь; 3 українські католицькі початкові школи і 1 середню. Єпархіальний тижневик (з 1982 двотижневик) «Нова Зоря».
У 2004 єпархія налічувала 12 000 вірних, 54 священники (у тому числі 12 ієромонахів), 40 парафій, 28 ченців і 3 черниці.